# Emmanuel Acho

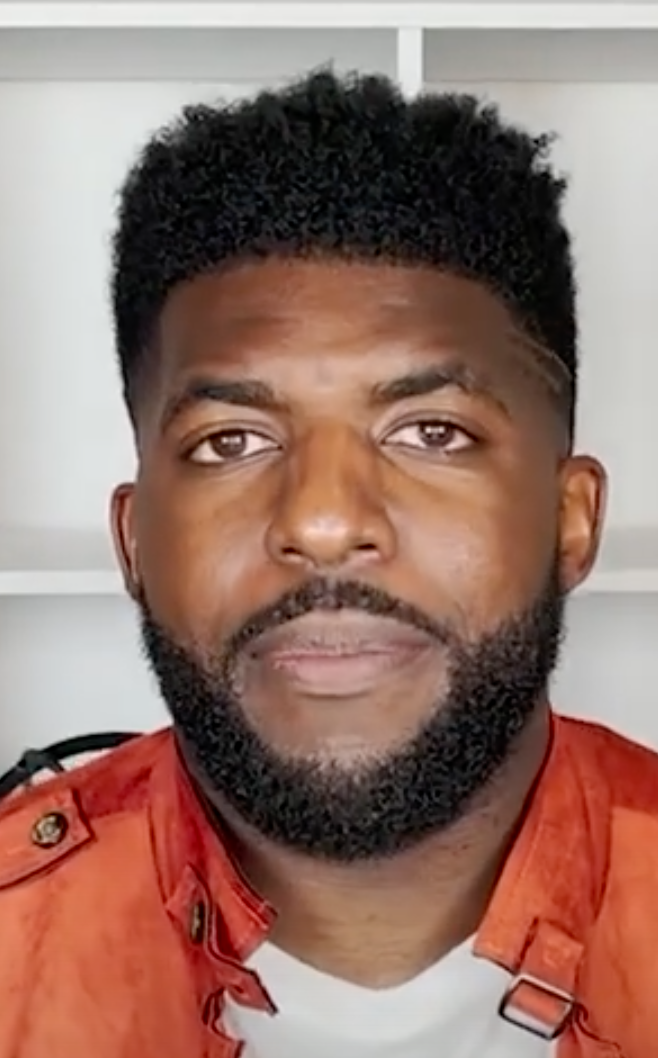
Acho in 2021

Emmanuel Chinedum Acho (Dallas, 10 november 1990) is een Amerikaanse sporter, sportanalyst en auteur.

## Levensloop
Acho speelde American football en speelde college football voor de Universiteit van Texas in Austin voordat hij in 2012 geselecteerd werd door de Cleveland Browns. In 2013 werd hij verkocht aan de Philadelphia Eagles en in 2015 beëindigde hij zijn spelerscarrière. Hij is anno 2023 een sportanalyst voor de Amerikaanse zender Fox Sports 1. Daarnaast is hij bekend om zijn online antiracistische videoserie Uncomfortable Conversations with a Black Man (ongemakkelijke gesprekken met een zwarte man) en een boek onder dezelfde titel, waarin hij diverse zware thema's in het leven van de zwarte bevolking in de Verenigde Staten breder bespreekbaar maakt.
Acho is een zoon van Nigeriaanse immigranten naar de Verenigde Staten in een gezin met vier kinderen. Hij studeerde aan de Universiteit van Texas in Austin, waar hij in 2011 afstudeerde met een bachelor in sportmanagement en in 2017 na zijn professionele footballcarrière een master in sportpsychologie behaalde.